# Трионікс євфратський
Трионікс євфратський (Rafetus euphraticus) — вид черепах з роду Велетенський трионікс родини Трикігтеві черепахи.

## Опис
Загальна довжина карапаксу досягає 68—70 см. Голова велика та широка. Карапакс круглий або овальний. Він та пластрон дуже пласкі. У молодих черепах на карапаксі є декілька рядків невеликих горбиків. Більші горбики розташовані біля початку карапаксу. Кінцівки з плавальними перетинками потужні й масивні. Стать визначається погано.
Голова, верхня частина шиї і кінцівок зелені. Підборіддя, нижня частина шиї і кінцівок білуваті. Карапакс оливкового кольору зі світлими відмітинами у молодняку, без відмітин або з темними — у дорослих. Пластрон сірого або біло—кремового забарвлення.

## Спосіб життя
Полюбляє річки та струмки з піщаним і мулистим дном. Активений вдень. Проводить час на березі біля кромки води, при небезпеці миттєво ховається у воді. Харчується комахами, молюсками, земноводними, рибою, водними безхребетними, фруктами, рослинами.
Відкладання яєць відбувається з кінця травня до початку червня. У сезон може бути зроблено декілька кладок. самиця відкладає 20—30 яєць діаметром 23.34 ± 0.13 мм. Інкубаційний період триває 4—9 місяців.

## Розповсюдження
Мешкає біля річок Тигр і Євфрат: у Туреччині, Сирії, Іраку та Ірані.